# 몬무 천황
몬무천황(文武天皇, 683년 ~ 707년 7월 18일)은 일본의 제42대 천황이다.

## 약력
683년 구사카베 황자의 아들로 태어났다. 원래 황위를 이을 예정이었던 구사카베 황자가 사망하자, 그 자손의 확실한 황위 계승을 위해 덴무 천황의 황후가 직접 황위에 올라 지토 천황으로 불리었다. 여왕은 치세 10년 만에 문무천황에게 양위하였다. 몬무 천황은 오사카베 황자(忍壁皇子), 후지와라 후히토, 아와타 마히토(粟田真人), 시모쓰케노 고마로(下毛野古麻呂) 등으로 하여금 율령 선정을 담당하게 하여 700년에 영(令)이 거의 완성되고 남은 율(律)의 조문 작성이 이루어져 다이호 원년(701년) 8월 3일, 다이호 율령이 완성되었다.707년 천황이 승하하게 되자, 그의 어머니가 겐메이 천황으로 등극하게 된다.
게이운(慶雲) 2년(705년) 10월, 신라에서 일길찬(一吉飡) 김유길(金儒吉) 등이 사신으로 일본을 방문하였다(사신은 이듬해 귀국).

## 가족 관계
- 조부 : 일본 제40대 덴무 천황(天武天皇, 631?~686)
- 조모 : 일본 제41대 지토 천황 우노노사라라노 황녀(持統天皇 鸕野讃良皇女, 645~703)
  - 아버지 : 오카노미야교우천황 쿠사카베노미코(岡宮御宇天皇 草壁皇子, 662~689)
  - 어머니 : 일본 제43대 겐메이 천황 아헤노 황녀(元明天皇 阿陪皇女, 661~721)
    - 부인 : 후지와라노 미야코(藤原宮子, ?~754) - 후지와라노 후히토(藤原不比等, 659~720)의 장녀, 증태황태후
      - 장남 : 일본 제45대 쇼무 천황 오비토(聖武天皇 首皇子, 701~756)

    - 빈 : 이시카와노토스노이라츠메(石川刀子娘) - 이시카와노아손의 딸 (소가노 야스마로의 조카?)
      - 아들 : 타카마도노 히로나리(高円広成) - 이설있음
      - 아들 : 타카마도노 히로요 (高円広世) - 이설있음

    - 빈 : 키노카마도노이라츠메(紀竃門娘) - 키노아손의 딸
    - 생모 불명의 자녀
      - 쿠세 여왕?

## 같이 보기
- 모모타로